# Megaselia gartensis
Megaselia gartensis är en tvåvingeart som beskrevs av Ronald Henry Lambert Disney 1985. Megaselia gartensis ingår i släktet Megaselia och familjen puckelflugor. Arten är reproducerande i Sverige. Inga underarter finns listade i Catalogue of Life.